# Драшичи
Драшичи (словен. Drašiči) је насељено место у општини Метлика, регија Југоисточна Словенија, Словенија.

## Историја
До територијалне реорганизације у Словенији били су у саставу старе општине Метлика.

## Становништво
У попису становништва из 2011. године, Драшичи су имали 224 становника.
| Број становника према пописима | Број становника према пописима | Број становника према пописима |
| ------------------------------ | ------------------------------ | ------------------------------ |
| 1991                           | 2002                           | 2011                           |
| 208                            | 206                            | 224                            |